# 中華民國—萬那杜關係
中華民國與萬那杜共和國曾於1992年相互承認國家地位、2004年有官方外交關係，僅維持不到一個月即斷交，目前沒有在對方首都互設具大使館功能的代表機構。對萬那杜的相關事務由駐斐濟臺北商務辦事處兼轄。

## 政治

### 外交

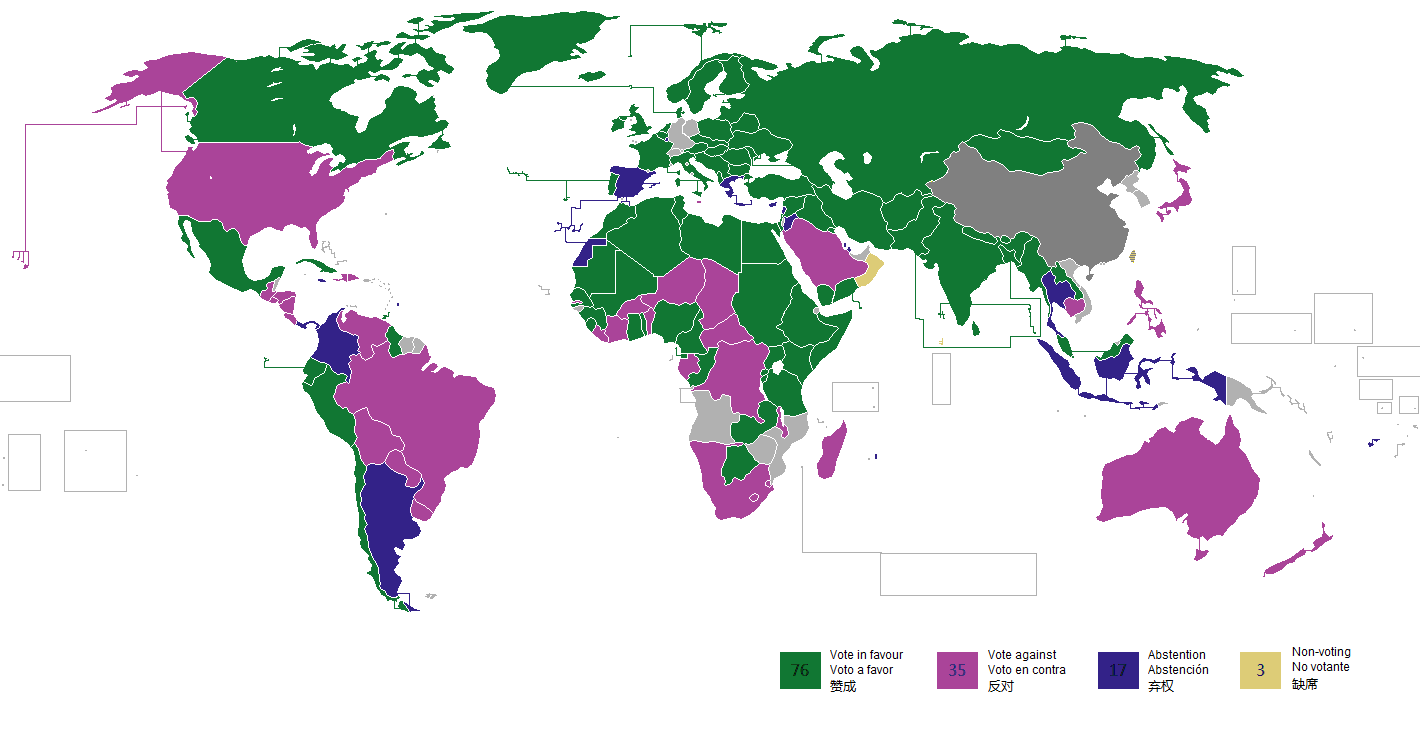
灰色國家表示非聯合國會員國，萬那杜當時是英、法的新赫布里底群島共管地，因此不能對中華民國續留聯合國一案參與投票，即《聯合國大會2758號決議》。

1992年，瑟奇·沃霍尔出任瓦努阿圖外交部長。同年9月，中華民國與瓦努阿圖簽訂《政府间相互承認联合公报》；事後，中華民國政府稱這是第一次以「相互承认」的方式与中華人民共和國的邦交国建立官方关系:311。
2004年11月3日，萬那杜總理渥荷密訪台北，與中華民國外交部長陳唐山簽署相互承認與建交公報，正式建立外交關係。當日於首都維拉港設立中華民國駐萬那杜共和國大使館（暫設於艾美酒店內）。17日，萬那杜政府以書面同意升起中華民國國旗。
2004年11月10日、18日，萬那杜內閣兩度撤銷與中華民國的建交公報。12月10日，瓦努阿图议会對渥荷提出不信任案，最後決定罷免渥荷的總理職務。

## 經濟

### 貿易
| 年分 | 貿易總額   | 貿易總額 | 貿易總額 | 出口至萬那杜 | 出口至萬那杜 | 出口至萬那杜 | 自萬那杜進口 | 自萬那杜進口 | 自萬那杜進口 | 順逆差  |
| 年分 | 金額       | 年增減   | 排名     | 金額         | 年增減       | 排名         | 金額         | 年增減       | 排名         | 順逆差  |
| ---- | ---------- | -------- | -------- | ------------ | ------------ | ------------ | ------------ | ------------ | ------------ | ------- |
| 2017 | 2,601,370  | ▲20.3%   | 174      | 878,522      | ▼11.1%       | 180          | 1,722,848    | ▲46.8%       | 149          | 逆差▲   |
| 2018 | 3,423,683  | ▲31.6%   | 164      | 790,079      | ▼10.1%       | 182          | 2,633,604    | ▲52.9%       | 139          | 逆差▲   |
| 2019 | 15,370,482 | ▲348.9%  | 135      | 12,645,369   | ▲1,500.5%    | 117          | 2,725,113    | ▲3.5%        | 136          | 順差 -- |
| 2020 | 6,997,223  | ▼54.5%   | 149      | 4,161,397    | ▼67.1%       | 150          | 2,835,826    | ▲4.1%        | 134          | 順差▼   |
| 2021 | 18,589,169 | ▲165.7%  | 127      | 16,711,579   | ▲301.6%      | 110          | 1,877,590    | ▼33.8%       | 148          | 順差▲   |
| 2022 | 8,922,066  | ▼52.0%   | 146      | 7,008,340    | ▼58.1%       | 138          | 1,913,726    | ▲1.9%        | 145          | 順差▼   |
| 2023 | 6,914,027  | ▼22.5%   | 157      | 5,469,325    | ▼22.0%       | 143          | 1,444,702    | ▼24.5%       | 149          | 順差▼   |
| 2024 | 10,372,080 | ▲50.0%   | 145      | 9,662,005    | ▲76.7%       | 125          | 710,075      | ▼50.9%       | 161          | 順差▲   |

## 簽證

持中華民國護照的中華民國國民簽證要求分布圖：入境萬那杜可以落地簽證。

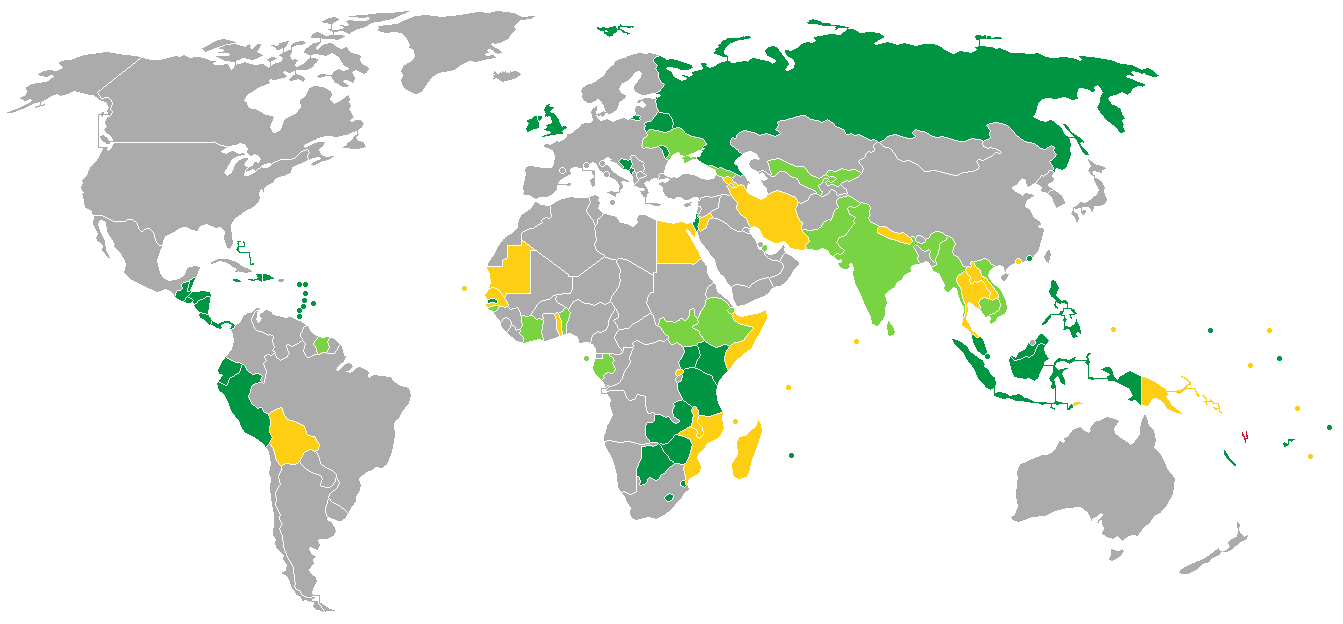
持萬那杜護照的萬那杜人口簽證要求分布圖：入境中華民國需要簽證。

兩國國民皆須申請簽證方可入境對方國家。持有中華民國護照的中華民國國民可在萬那杜機場辦理落地簽證入境，停留最多120天。
持有萬那杜護照的萬那杜國民抵台參加由中央政府機關主辦、協辦或贊助之國際會議、運動賽事、商展或其他活動，可以電子簽證入境中華民國，停留最多30天並不得延期。

## 交通

### 航空

#### 客運
兩國無直航班機，可經由（不計航點遠近，截至2023年7月19日）：
- 臺北→雪梨、墨爾本、布里斯本、奧克蘭，再轉機前往萬那杜的國際機場。[12]

## 外部連結
- 中華民國外交部－萬那杜共和國簡介 （页面存档备份，存于）
- 駐斐濟臺北商務辦事處
- 外交部領事事務局－國外旅遊警示分級表
- 中華民國衛生福利部－國際旅遊疫情建議等級
- 中華民國國際經濟合作協會 （页面存档备份，存于）